# Santo Estêvão (Estremoz)
Santo Estêvão is een plaats (freguesia) in de Portugese gemeente Estremoz en telt 112 inwoners (2001).